# HD 27894
HD 27894 és una estrella de novena magnitud situada a aproximadament 138 anys llum en la constel·lació del Reticle. És una nana taronja (tipus espectral K2V), un tipus d'estrelles més tènue i freda que el Sol.
El 2005, l'Equip Genovès de Recerca de Planetes Extrasolars va anunciar el descobriment d'un planeta extrasolar orbitant l'estrella.
| Companya (per ordre des de l'estrella) | Massa    | Semieix major (ua) | Període orbital (dies) | Excentricitat | Inclinació | Radi |
| -------------------------------------- | -------- | ------------------ | ---------------------- | ------------- | ---------- | ---- |
| b                                      | >0.62 MJ | 0.122              | 17.991 ± 0.007         | 0.049 ± 0.008 | —          | —    |